# Kivijärvi (Luumäki)
Der Kivijärvi (manchmal auch Ylä-Kivijärvi) ist ein See in der finnischen Landschaft Südkarelien.
Der 76,36 km² große See liegt auf einer Höhe von 75,2 m innerhalb der Gemeindegrenzen von Luumäki und Lemi. Der Kivijärvi befindet sich zwischen dem ersten und zweiten Salpausselkä-Höhenrücken. Wenige Kilometer nordöstlich beginnt schon der Saimaa. Im Kivijärvi liegen 164 Inseln. Das Einzugsgebiet umfasst 498 km².
Der Huopaisenvirta entwässert den Kivijärvi an dessen Westende. Die Wasserstraße Valkealan reitti verbindet den See mit dem Kymijoki.
Der Ort Lemi befindet sich an seinem Nordostufer. Die Staatsstraße 6 verläuft entlang seinem Südufer.